# ويليام جونسون (سياسي أمريكي)
ويليام جونسون (بالإنجليزية: William Johnson)‏ هو سياسي أمريكي، ولد في 8 ديسمبر 1821 بويليامزتاون في الولايات المتحدة، وتوفي في 10 أكتوبر 1875 في الولايات المتحدة. حزبياً، نشط في الحزب الديمقراطي. وقد انتخب عضو جمعية ولاية نيويورك وانتخب عضو مجلس ولاية نيويورك (1872 – 1875).